# برايان غيبونز (لاعب هوكي الجليد)
برايان غيبونز (بالإنجليزية: Brian Gibbons)‏ هو لاعب هوكي الجليد أمريكي، ولد في 26 فبراير 1988 في برينتري في الولايات المتحدة.

## وصلات خارجية
- برايان غيبونز على موقع دوري الهوكي الوطني (الإنجليزية)
- برايان غيبونز على موقع EliteProspects.com (الإنجليزية)
- برايان غيبونز على موقع Eurohockey.com (الإنجليزية)
- برايان غيبونز على موقع HockeyDB.com (الإنجليزية)
- برايان غيبونز على موقع Hockey-Reference.com (الإنجليزية)